# Laurentius Hallenius
Laurentius Erici Hallenius, född 1648, död 10 juni 1717, var en svensk domkyrkoorganist och musiklärare i Linköpings domkyrkoförsamling. Han var även kyrkoherde i Varvs församling mellan 1691 och 1717.

## Biografi
Hallenius var 1668 organist i Linköpings domkyrkoförsamling efter Elias Petri Fornelius, då han bara var 20 år gammal. År 1675 blev han också musiklärare. 18 december 1689 får Lars frågan från domkapitel om han vill bli präst i Örberga församling med villkor att han äktar änkan efter föra präst därstädes. Han tar inte denna tjänst utan blir 1691 kyrkoherde i Varvs församling. Han efterträddes som domkyrkoorganist av Laurentius Betulander. Hallenius avlider den 10 juni 1717 i Varv. Begravning hölls den 2 juli i Varv kyrka av prosten Nicolaus Moell, Vadstena. Kroppen fördes strax därefter till Styra kyrka där han begravdes i koret.

### Familj
- Gift sig första gången med en okänd hustru som begravs december 1685 i Linköping. Gifte sig andra gången med 28 oktober 1691 med Kerstin Ausenia, dotter till kyrkoherde i Varv Andreas Ausenius och Brita. Hallenius och hans två fruar fick tillsammans barnen:
  - Olaus Hallenius, född 1677 i Linköping, student vid Uppsala universitet 1699. Senare auditeur vid livdrabantkåren.
  - Erick Hallenius, född 1680 i Linköping.
  - Margareta Hallenia, född 1692 i Varv, gift med Petrus Holmer.
  - Anders Hallenius, född 1697 i Varv, student vid Lunds universitet 1720.
  - Eric Hallenius, född 1700 i Varv, student vid Lunds universitet 1720. Adjunkt i Konstantinopel och prost 1750.
  - Catharina Hallenia, född 1706 i Varv.